# Stenhelia reflexa
Stenhelia reflexa är en kräftdjursart som beskrevs av Brady och D. Robertson 1880. Stenhelia reflexa ingår i släktet Stenhelia och familjen Diosaccidae. Inga underarter finns listade i Catalogue of Life.